# اگواری
اگواری (به اسپانیایی: Aguaray) یک منطقهٔ مسکونی در آرژانتین است که در ایالت سالتا واقع شده‌است.

## خصوصیات
اگواری ۲۸۰ کیلومترمربع مساحت دارد ۵۶۸ متر بالاتر از سطح دریا واقع شده‌است.